# برودكشن آي جي
برودكشن آي جي (Production I.G) هو ستوديو أنمي ياباني وفرع من شركة آي جي بورت، يقع مقره في موساشينو, طوكيو.

## النشأة
تأسس في 15 ديسمبر 1987 على يد ميتسوهيسا إيشيكاوا.

## أعمال الأستوديو

### مسلسلات أنمي تلفزيونية
- فوتون زيليون الأحمر (1987 بالتعاون مع تاتسونكو برودكشن)
- بلو سيد (بالتعاون مع برودكشن ريد)
- فامبايان كيدز
- الفرقة المتنقلة المدرعة: ستاند ألون كومبليكس
- الفرقة المتنقلة المدرعة: ستاند ألون كومبليكس سكند غيغ
- بلد+
- إيداتين جمب (2005)
- IGPX
- الفارس ديون
- إكس إكس إكس هوليك
- إكس إكس إكس هوليك: كيه
- سيري نو موريبيتو - حامي الروح العظيمة (2007)
- حجرة أبحاث RD
- حرب المكتبة
- المقيم الأبدي (2008 بالتعاون مع بي تراين)
- ساندز أوف ديستراكشن
- سينغوكو باسارا: ملوك الساموراي (2009)
- سنغوكو باسارا تو
- عدن الشرق
- كيمي ني تودوكي
- أوساغي دروب
- ماذا لو كانت مديرة بيسبول الثانوية تقرأ "الإدارة" من تأليف دراكر
- بلود سي
- غيلتي كراون
- أمير التنس الجديد (بالتعاون مع إم إس سي)
- كرة سلة كوروكو
- سايكو-باس(2012 ــ 2013)
- روبوتكس;نوتس
- غارغانتيا في الكوكب الأخضر
- غنشيكن الجيل الثاني
- بوكيمون أوريجينز (الملف 1)
- أص الديناري (بالتعاون مع مادهاوس)
- هايكيو!!
- هايكيو!! الموسم الثاني
- هايكيو!! ثانوية كاراسونو في مواجهة أكاديمية شيراتوريزاوا
- هايكيو!! TO THE TOP
- جولة الربيع الأزرق
- هجوم العمالقة: الثانوية
- ماريا العذراء
- لعبة الجوكر
- مرحبا بك في قاعة الرقص
- غورو غورو
- أتوم ذا بيغينينغ (بالتعاون مع أو إل إم وسيغنال إم دي)
- نيو يوكيو (بالتعاون مع ستوديو دين)
- حرب الكواكب: الأطروحة الجديدة
- موريارتي الوطني
- الرياح تهب بقوة (2018-2019)
- فينا: أميرة القراصنة
- أواشي (2022)

### أنمي الإنترنت
- النبلاء: الصحوة
- بي البداية
- بي البداية: الخلافة
- ألترامان (بالتعاون مع سولا ديجيتال آرتس)
- الفرقة المتنقلة المدرعة: إس إيه سي 2045 (بالتعاون مع سولا ديجيتال آرتس)
- حرب النجوم: الرؤى («الجيداي التاسعة»)

### أوفا أنمي
- فولي كولي (بالتعاون مع غايناكس)
- تسوباسا طوكيو ريفيليشنز
- تسوباسا شونرايكي
- باتمان: فارس غوثام
- هيلو ليجندز (العودة إلى الديار، النزال)
- إكس إكس إكس هوليك: شونموكي
- إكس إكس إكس هوليك: رو

### أفلام أنمي
- قارة الرياح
- الفرقة المتنقلة المدرعة
- الفرقة المتنقلة المدرعة 2: إينوسنس
- الفرقة المتنقلة المدرعة: ستاند ألون كومبليكس: سوليد ستيت سوسايتي
- حروب ساكورا: الفيلم
- ديد ليفز
- إكس إكس إكس هوليك: حلم ليلة منتصف الصيف
- تسوباسا كرونيكل: أميرة بلد أقفاص الطيور
- سكاي كرولرز
- تيلز أوف فيسبيريا: ذا فرست سترايك
- عدن الشرق: الفيلم الأول: The King of Eden
- عدن الشرق: الفيلم الثاني: Paradise Lost
- سلسلة أفلام بريك بليد
  - بريك بليد: الفصل الأول «وقت النهوض» (بالتعاون مع زيبيك)
  - بريك بليد: الفصل الثاني «مفترق الطرق» (بالتعاون مع زيبيك)
  - بريك بليد: الفصل الثالث «جرح سيف القاتل» (بالتعاون مع زيبيك)
  - بريك بليد: الفصل الرابع «أرض الكارثة» (بالتعاون مع زيبيك)
  - بريك بليد: الفصل الخامس «أفق الموت» (بالتعاون مع زيبيك)
  - بريك بليد: الفصل السادس «حصن الحزن» (بالتعاون مع زيبيك)
- 009 ري:سايبورغ (بالتعاون مع سانجيغن)
- رسالة إلى مومو
- حرب المكتبة: أجنحة الثورة
- جزيرة جيوفاني
- سايكو-باس: الفيلم
- فيت/غراند أوردر: منطقة الطاولة المستديرة كاميلوت: الجزء الثاني Paladin; Agateram

### مشاهد رسوم متحركة في ألعاب الفيديو
- سلسلة ألعاب تيلز
  - تيلز أوف فانتازيا (إصدار بلاي ستيشن)
  - تيلز أوف ديستني
  - تيلز أوف إيتيرنيا
  - تيلز أوف ديستني 2
  - تيلز أوف سيمفونيا
  - تيلز أوف ريبرث
  - تيلز أوف ليجنديا
  - تيلز أوف ذي أبيس
  - تيلز أوف ذا تمبست
  - تيلز أوف ذا وورلد: راديانت ميثولوجي
  - تيلز أوف إينوسنس
  - تيلز أوف سيمفونيا: دون أوف ذا نيو وورلد
  - تيلز أوف فيسبيريا
  - تيلز أوف هارتس
  - تيلز أوف ذا وورلد: راديانت ميثولوجي 2
  - تيلز أوف فرسس
  - تيلز أوف غريسز
  - تيلز أوف فانتازيا: ناريكيري دانجون X
  - تيلز أوف ذا وورلد: راديانت ميثولوجي 3
- زينوغيرز
- وايلد آرمز: سكند إغنيشن
- فالكيري بروفايل
- نامكو x كابكوم
- سونيك رايدرز
- تشيلدرن أوف مانا
- واريو لاند: شيك إت!
- إنفينيت سبيس
- بيرسونا 5

### أعمال أخرى
- أقتل بيل الجزء 1 («الفصل 3: أصول أورين إيشي»)

## وصلات خارجية
- برودكشن آي جي على موقع IMDb (الإنجليزية)
- برودكشن آي جي على موقع ANN company (الإنجليزية)

- الموقع الرسمي